# Ford Probe
De Ford Probe was een driedeurs liftback-coupé die door de Amerikaanse autofabrikant Ford van 1988 tot 1997 verkocht werd. De Probe was het resultaat van een samenwerking tussen Ford en Mazda. Er werden twee generaties van de Probe geproduceerd.
De Probe moest in Europa het gat in de markt vullen dat achtergelaten was door de Capri. In Amerika zou de Probe de vierde generatie van de Ford Mustang gaan worden. In die tijd was het marketingteam van Ford van mening dat een platform met voorwielaandrijving tot lagere productiekosten zou leiden. Mustang-fans maakten echter bezwaar tegen het gebruik van voorwielaandrijving en het ontbreken van een V8-motor, waardoor Ford alsnog begon te werken aan een nieuw ontwerp voor de Mustang.
In 1997 werd de productie van de Probe stopgezet.

## Eerste generatie (1988-1992)
De eerste generatie van de Ford Probe was gebaseerd op het Mazda GD-platform en werd aangedreven door een 2,2L viercilindermotor van Mazda of door een 3,0L V6-motor van Ford. Afhankelijk van het gekozen uitvoeringsniveau leverde de 2,2L motor 110 pk of 145 pk (met turbo). De 3,0L V6-motor leverde 140 pk. Het motorvermogen werd op de voorwielen afgeleverd door een manuele vijfbak of een viertraps automatische versnellingsbak, beide van Mazda.
De Probe ontleende zijn dashboard en pop-up koplampen aan de Mazda RX-7. De uitrusting omvatte onder andere ABS, elektrische ramen, centrale vergrendeling en elektrisch verstelbare buitenspiegels. Tegen meerprijs waren ook een opklapbaar en afneembaar glazen dak, automatische airconditioning, lederen bekleding en cruise control leverbaar.
De eerste generatie werd niet officieel geïntroduceerd in Europa, al waren er vanaf 1990 in Duitsland wel Amerikaanse 2.2 GT-exemplaren verkrijgbaar die door Ford geïmporteerd waren en aangepast werden voor de Europese markt.

### Motoren
| Type   | Motor     | Motor                 | Motor   | Vermogen      | Koppel | Drukvulling  | Topsnelheid | Jaartal   |
| Type   | Inhoud    | Type                  | Kleppen | Vermogen      | Koppel | Drukvulling  | Topsnelheid | Jaartal   |
| ------ | --------- | --------------------- | ------- | ------------- | ------ | ------------ | ----------- | --------- |
| 2.2 GL | 2.184 cm³ | 4-in-lijn (Mazda F2)  | 12      | 82 kW/110 pk  | 176 Nm | atmosferisch | 186 km/u    | 1989-1992 |
| 2.2 GT | 2.184 cm³ | 4-in-lijn (Mazda F2T) | 12      | 108 kW/145 pk | 258 Nm | turbo        | 209 km/u    | 1989-1992 |
| 3.0 LX | 2.986 cm³ | V6 (Ford Vulcan)      | 12      | 104 kW/142 pk | 217 Nm | atmosferisch | 213 km/u    | 1990-1990 |
| 3.0 LX | 2.986 cm³ | V6 (Ford Vulcan)      | 12      | 108 kW/145 pk | 224 Nm | atmosferisch | 213 km/u    | 1991-1992 |

### Fotogalerij

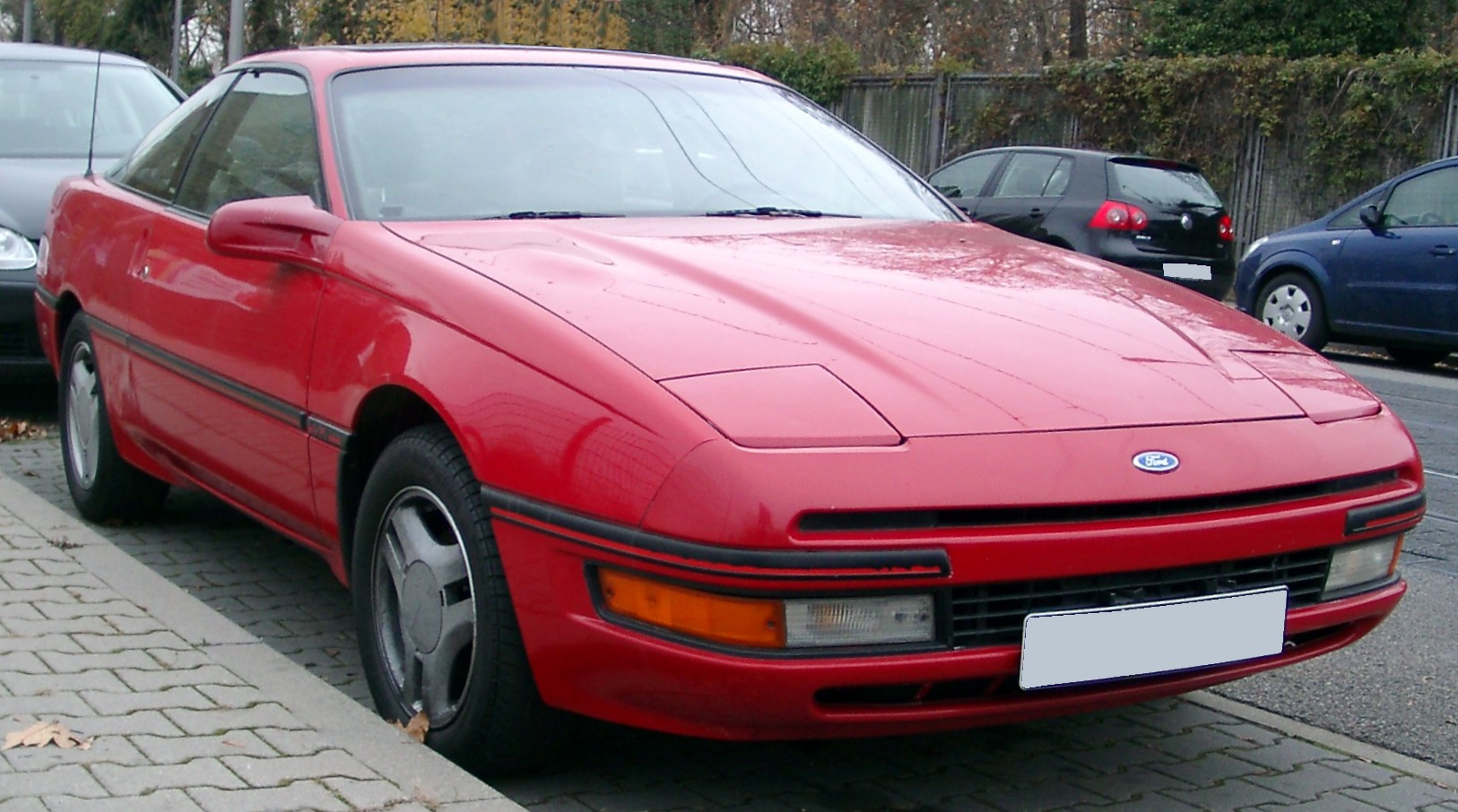
Ford Probe GL (1989-1992)
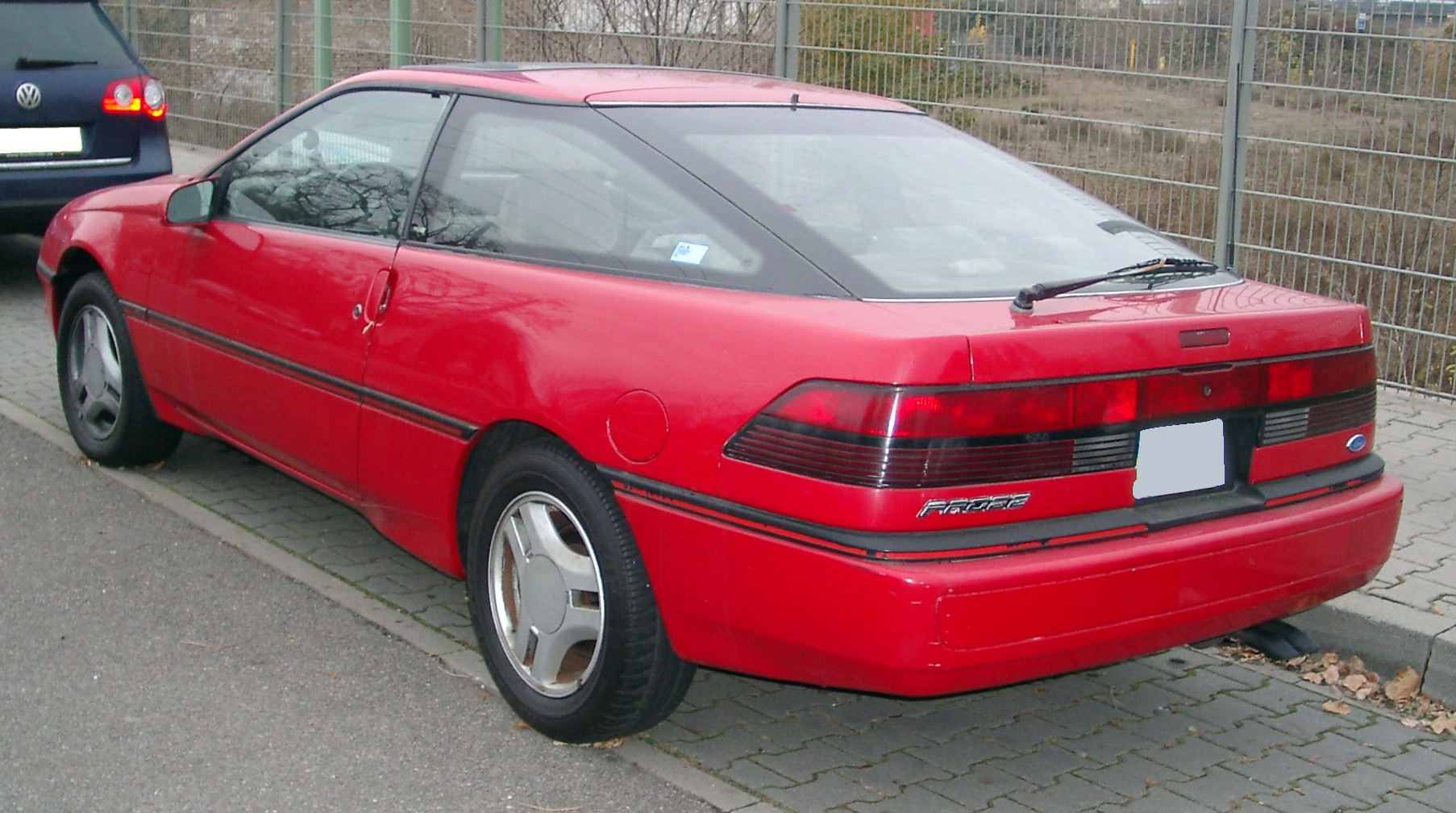
Ford Probe GL (1989-1992), achteraanzicht
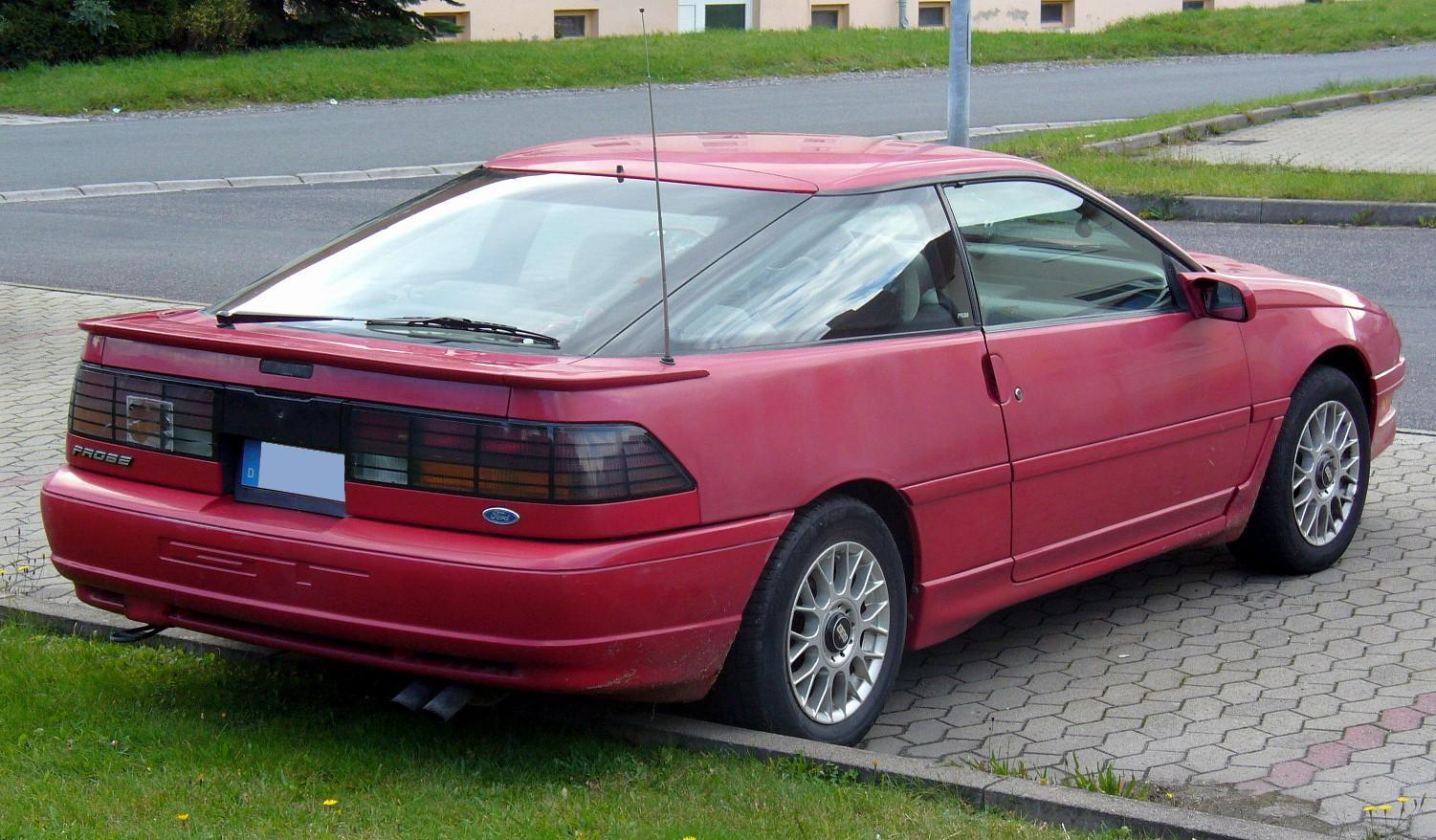
Ford Probe GT

## Tweede generatie (1993-1997)
De tweede generatie kreeg een volledig nieuw design op basis van het Mazda GE-platform. De wagen deelde nog steeds zijn onderliggende technische structuur met de Mazda MX-6 en de Mazda 626. De motor, de transmissie en het chassis werden door Mazda ontworpen, Ford stond in voor het design van de carrosserie en het interieur. Ondanks het feit dat de wagen langer en breder geworden was, woog hij bijna 60 kg minder dan de eerste generatie Probe. De tweede generatie werd aangedreven door een 2,0L viercilindermotor van 118 pk of een 2,5L V6-motor van 165 pk. Beide motoren werden door Mazda geleverd.
Net als de eerste generatie beschikte de wagen over stuurbekrachtiging, centrale vergrendeling, elektrische ramen, elektrisch verstelbare en verwarmde buitenspiegels, ruitenwissers met variabele intervallen, ABS, een bestuurdersairbag en een audiosysteem met radiocassettespeler. Vanaf 1994 was ook de passagiersairbag standaard. Tegen meerprijs konden een elektrisch schuifdak, een achterspoiler en lederen bekleding geleverd worden.
Eind 1994 werd een officiële EU-versie van de Probe geïntroduceerd op de Europese markt. Deze was uitsluitend beschikbaar met een handgeschakelde vijfversnellingsbak.

### Motoren
| Type      | Motor     | Motor                | Motor   | Vermogen      | Koppel | Drukvulling  | Topsnelheid | Jaartal   |
| Type      | Inhoud    | Type                 | Kleppen | Vermogen      | Koppel | Drukvulling  | Topsnelheid | Jaartal   |
| --------- | --------- | -------------------- | ------- | ------------- | ------ | ------------ | ----------- | --------- |
| 2,0 l 16V | 1.991 cm³ | 4-in-lijn (Mazda FS) | 16      | 85 kW/115 pk  | 170 Nm | atmosferisch | 204 km/u    | 1993-1997 |
| 2,5 l 24V | 2.497 cm³ | V6 (Mazda KL-DE)     | 24      | 119 kW/162 pk | 212 Nm | atmosferisch | 220 km/u    | 1993-1994 |
| 2,5 l 24V | 2.497 cm³ | V6 (Mazda KL-DE)     | 24      | 123 kW/167 pk | 217 Nm | atmosferisch | 220 km/u    | 1994-1997 |

### Fotogalerij

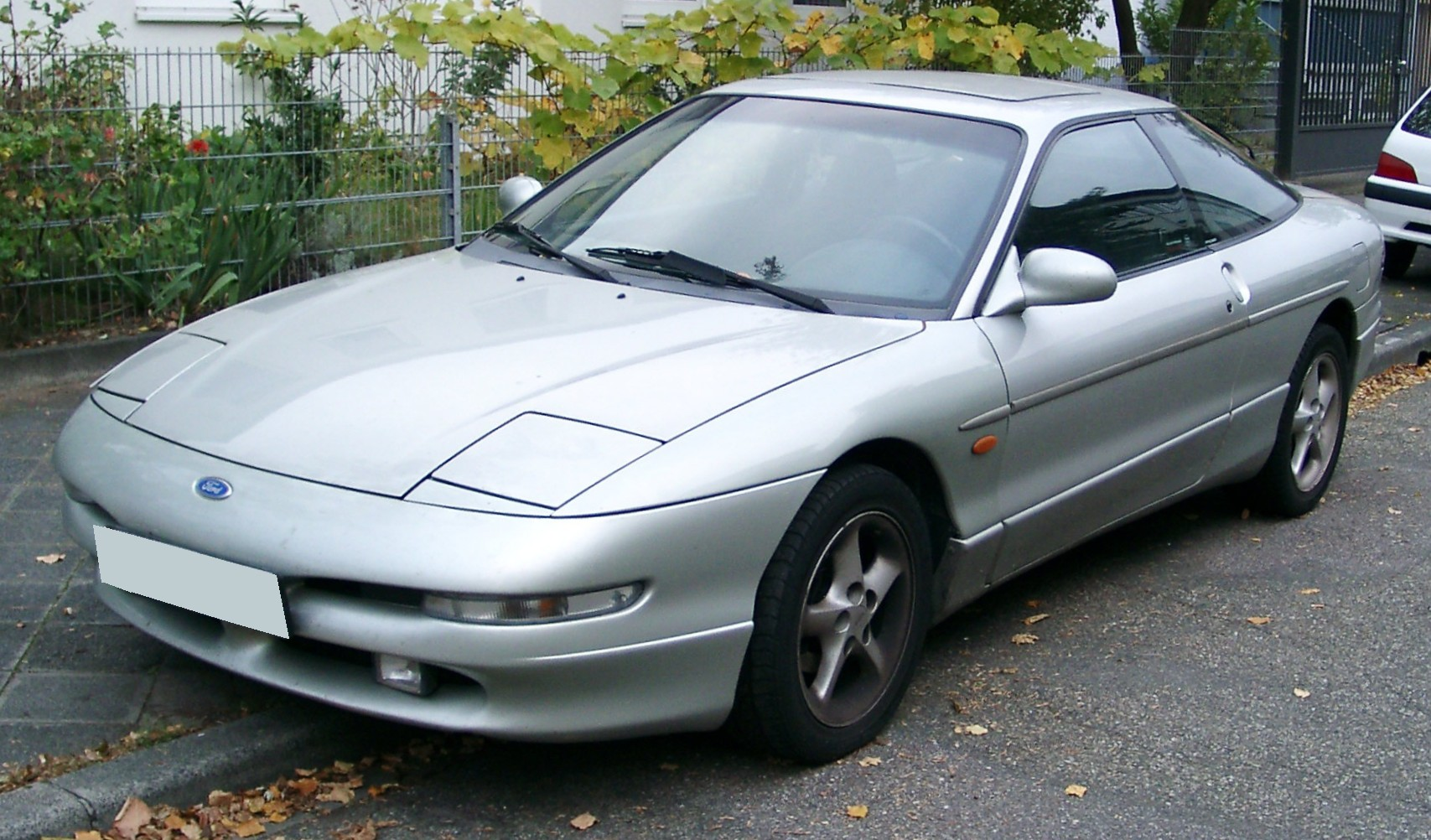
Ford Probe 24V (1993-1997)
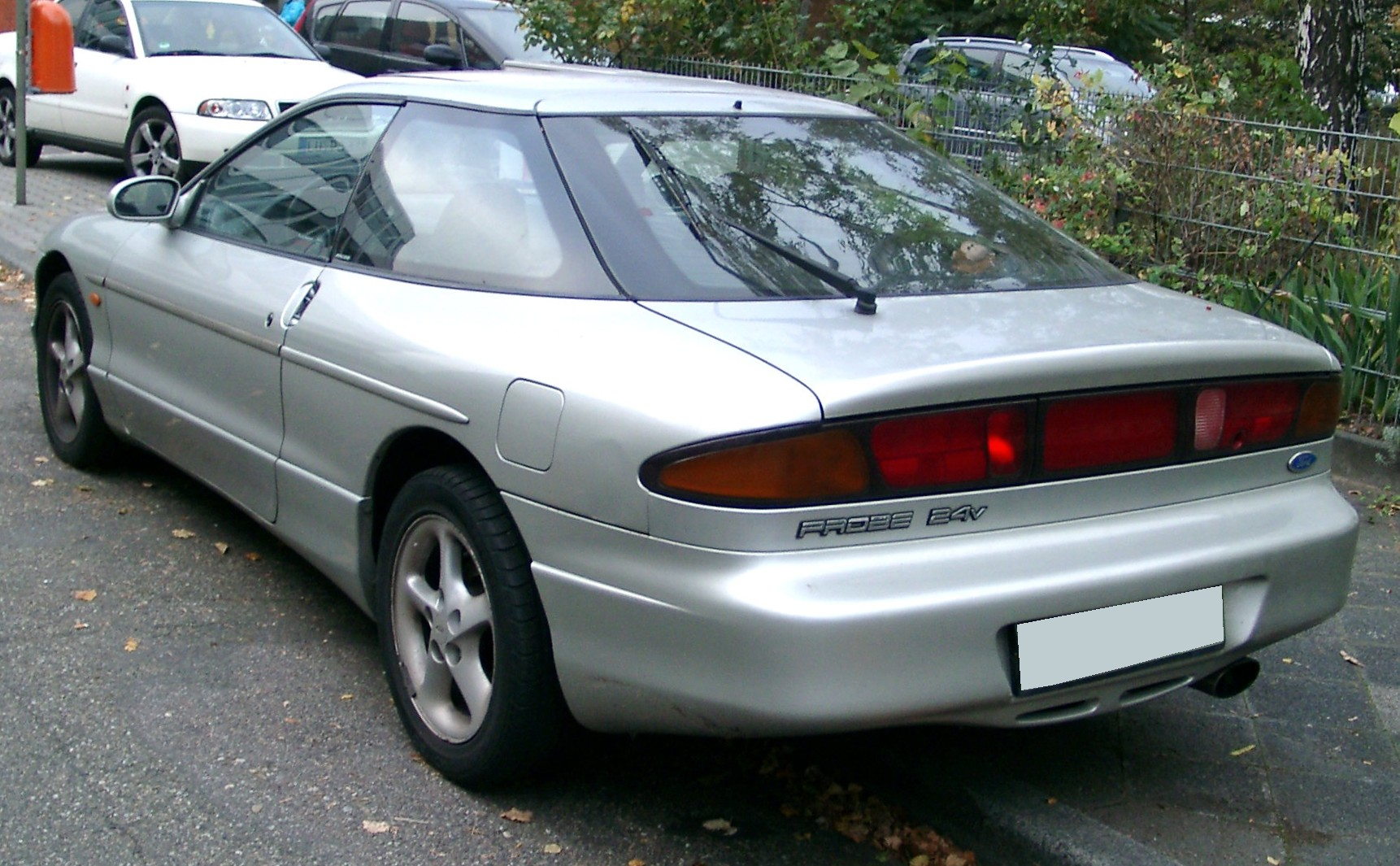
Ford Probe 24V (1993-1997), achteraanzicht